# Flugplatz Belfort-Chaux

i7
i11
i13
Das Aérodrome de Belfort-Chaux (ICAO-Code: LFGG) ist ein Flugplatz der Allgemeinen Luftfahrt und liegt in der Region Bourgogne-Franche-Comté im Département Territoire de Belfort im Wesentlichen auf dem Gebiet von Chaux und Sermamagny etwa sieben Kilometer nördlich von Belfort. Der Flugplatz entstand während des Ersten Weltkriegs als Militärflugplatz.

## Geschichte
Die Fliegerei in Belfort begann am 22. August 1912, als auf dem Marsfeld in der Nähe des Forges-Sees (étang des Forges) ein Zentrum für Militärfliegerei gegründet wurde. Die hier stationierten Flugapparate wurden im Februar 1916 nach Fontaine-lès-Luxeuil, außerhalb der Reichweite deutscher Geschütze, ins Hinterland der Vogesenfront verlegt.
Der heutige Flugplatz entstand weit außerhalb der Stadt während des Ersten Weltkriegs 1917 in unmittelbarer Nähe zur Grenze mit Deutschland und dem Frontverlauf. In Belfort waren eine Reihe verschiedener französischer Fliegereinheiten stationiert, unter anderem auch die Escadrille SPA 315.
Nach dem Krieg wurden 1920 122 der 175 ha Grundfläche den früheren Eigentümern zurückgegeben, während die übrigen 53 ha in den heute noch existierenden zivilen Flugplatz umgewandelt wurden.

## Heutige Nutzung
Der Flugplatz wird heute von diversen Luftsportvereinen genutzt. Neben Motorfliegern wird er von Segel-, Ultraleicht- und Modellflugzeugen sowie Ballonfahrern genutzt.
Der nördliche Teil beherbergt den Fliegerclub "Louis Blériot" sowie eine Segelflugschule.